# Micropterix calthella
Micropterix calthella (tên tiếng Anh: Marsh Marygold Moth) là một loài bướm đêm thuộc họ Micropterigidae.

## Hình ảnh

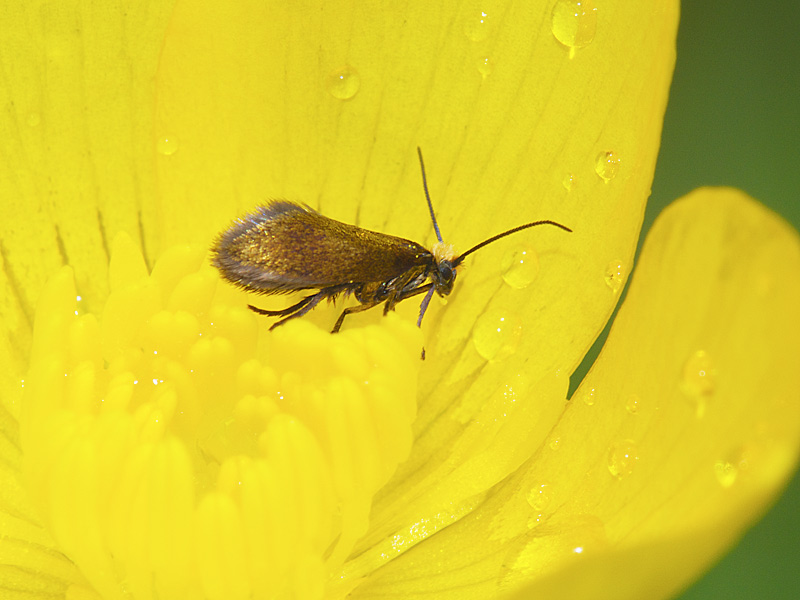
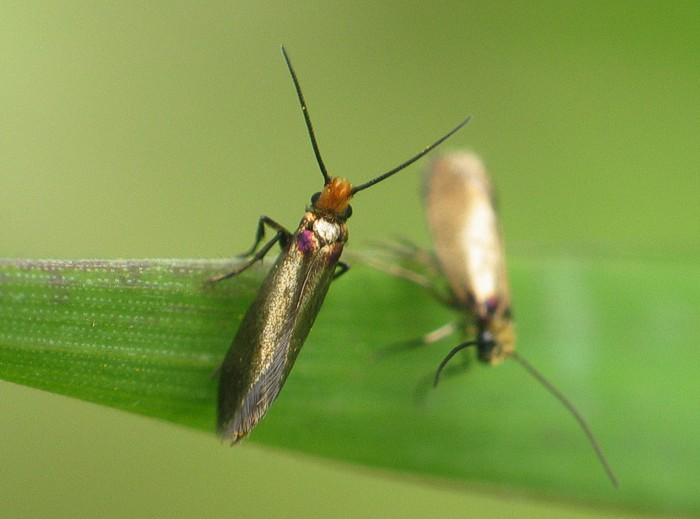
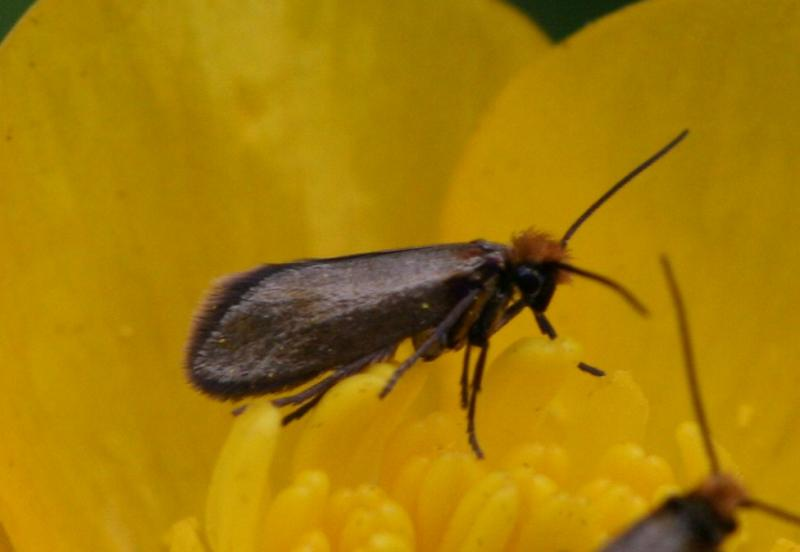